# Speyeria callippe
Espèce
Speyeria callippe est une espèce nord-américaine de lépidoptères de la famille des Nymphalidae et de la sous-famille des Heliconiinae.

## Dénomination
Speyeria callippe a été nommé par Jean-Baptiste Alphonse Dechauffour de Boisduval en 1852.
Synonymes : Argynnis callippe Boisduval, 1852.

### Noms vernaculaires
Speyeria callippe se nomme Callippe Fritillary en anglais.

### Sous-espèces
- Speyeria callippe callippe
- Speyeria callippe calgariana (McDunnough, 1924) au Canada.
- Speyeria callippe comstocki (Gunder, 1925)
- Speyeria callippeelaine dos Passos et Grey, 1945
- Speyeria callippe gallatini (McDunnough, 1929)
- Speyeria callippe harmonia dos Passos et Grey, 1945
- Speyeria callippe juba (Boisduval, 1869)
- Speyeria callippe laura (Edwards, 1879)
- Speyeria callippe laurina (Wright, 1905)
- Speyeria callippeliliana (H. Edwards, 1877)
- Speyeria callippe macaria (Edwards, 1877) en Californie et au Nevada
- Speyeria callippe meadii (Edwards, 1872)
- Speyeria callippe nevadensis (Edwards, 1870) au Nevada, Wyoming et Utah.
- Speyeria callipperupestris (Behr, 1863)
- Speyeria callippesemivirida (McDunnough, 1924)
- Speyeria callippesierra dos Passos et Grey, 1945[1].

## Description
C'est un papillon rouge orangé orné de noir, avec une envergure de 50 à 63 mm. Le dessus est finement orné de marron, une ligne submarginale de chevrons puis une ligne de taches dans de grands damiers, puis divers dessins et une partie basale marron clair.
Le revers des antérieures est plus clair avec la même ornementation, alors que les ailes postérieures dont la partie basale est plus ou moins suffusée de vert sont ornées de lignes de larges taches ovales  blanches argentées et d'une ligne submarginale de marques triangulaires blanches,.

### Chenille
La chenille est grise ornée de taches noire et des épines orange et noires.

## Biologie

### Période de vol et hivernation
Il vole en une génération de mai à août,.
Ce sont les chenilles au premier stade qui hivernent.

### Plantes hôtes
Les plantes hôtes de ses chenilles sont des Viola dont  Viola nuttallii, Viola beckwithii, Viola douglasii, Viola purpurea et Viola pedunculata,,.

## Écologie et distribution
Il est présent dans le nord de l'Amérique du Nord au Canada dans tout le sud et le centre de la Colombie-Britannique, aux États-Unis dans l'État de Washington, l'Oregon, la Californie, l'Idaho, le Montana, le Wyoming, le Nevada, l'Utah et le Colorado, le Dakota du Nord, le Dakota du Sud et l'ouest du Nebraska,,.

### Biotope
Il réside sur les zones herbeuse sèches, tout particulièrement sur les pentes des collines.

### Protection
Speyeria callippe callippe, extrêmement rare, déclarée en danger (CE) est protégée.